# Scytinostroma odoratum
Сцітінострома духмяна (Scytinostroma odoratum) — вид грибів роду сцітінострома (Scytinostroma). Гриб класифіковано у 1956 році.

## Будова
Плодове тіло розпростерте, кремове до блідо-бурого, край прирослий. Гіменофор гладкий або горбкуватий.

## Життєвий цикл
Плодові тіла з'являються в червні — серпні.

## Поширення та середовище існування
Європа, Азія, Північна Америка. Дубові, грабові, соснові ліси. Виростає і утворює плодові тіла як сапротроф на відмерлій деревині листяних порід дерев (вільхи чорної, берези, граба звичайного) і хвойних. У західній частині Європи відзначається переважно на хвойних деревах.

## Природоохоронний статус
Включений до Червоної книги Білорусі 2-го видання (1993). Охороняється в Польщі.